# ستارا برزوویتسا
ستارا برزوویتسا (به صربی: Stara Brezovica) یک منطقهٔ مسکونی در صربستان است که در ناحیه پچینیا واقع شده‌است. ستارا برزوویتسا ۸۹ نفر جمعیت دارد.